# Dissosteira pictipennis
Dissosteira pictipennis es una especie de saltamontes de la familia Acrididae, subfamilia Oedipodinae. Se encuentra en América Central y América del Norte.